# Enciclopedistas
Os enciclopedistas (francês: [ɑ̃siklɔpedist]) eram membros da Société des gens de lettres, uma sociedade de escritores franceses, que contribuíram para o desenvolvimento da Encyclopédie de junho de 1751 a dezembro de 1765 sob os editores Denis Diderot e Jean le Rond d'Alembert.

## História
A composição dos dezessete volumes de texto e onze volumes de placas da enciclopédia foi obra de mais de cento e cinquenta autores pertencentes, em grande parte, ao grupo intelectual conhecido como philosophes. Eles promoveram o avanço da ciência e do pensamento secular e apoiaram a tolerância, a racionalidade e a mente aberta do Iluminismo.
Mais de uma centena de enciclopedistas foram identificados. Eles não eram um grupo unificado, nem em ideologia nem em classe social. Abaixo alguns dos colaboradores estão listados em ordem alfabética, pelo número de artigos que escreveram e pela "assinatura" identificadora pela qual suas contribuições foram identificadas na Encyclopédie.
Além dos colaboradores conhecidos – pelo menos no nome – muitos artigos não são assinados e alguns autores manifestaram o desejo de permanecer anônimos. Outros autores, Allard ou Dubuisson, por exemplo, permanecem um mistério para nós. Além disso, a pesquisa esporádica das citações, empréstimos e plágios da Encyclopédie – tanto das ilustrações quanto do texto – ilumina um grupo de colaboradores “indiretos”.
Entre alguns homens excelentes, havia alguns fracos, medianos e absolutamente ruins. Dessa mistura na publicação, encontramos o rascunho de um colegial ao lado de uma obra-prima.— Denis Diderot
Uma lista de autores incompleta e gerada por máquina, ordenada por número de postagens, pode ser encontrada no projeto ARTFL. Existem listas por frequência e por letra.